# 被子植物八纲系统
被子植物八纲系统，或称吴征镒分类系统，简称“八纲系统”，是由中国植物学家吴征镒、路安民、汤彦承、陈之端、李德铢等于1998年提出的一种被子植物分类体系 。吴征镒等认为：以被子植物八纲系统进行分析不仅有助于认识中国被子植物的全貌，也有助于理解世界植物区系的形成和发展:121。
八纲系统将被子植物分为八个纲：木兰纲（Magnoliopsida）、樟纲（Lauropsida）、胡椒纲（Piperopsida）、石竹纲（Caryophyllopsida）、百合纲（Liliopsida）、毛茛纲（Ranunculopsida）、金缕梅纲（Hamamelidopsida）、蔷薇纲（Rosopsida） 。